# Matias Kupiainen
Matias Kupiainen es un guitarrista y productor finlandés.  Además tiene un estudio de música llamado MinorMusic. 

## Biografía
Matias Kupiainen empezó a tocar la guitarra desde que tenía cuatro años. Es un joven talento finlandés que ha producido y mezclado varios álbumes con éxito en su país.
Kupiainen fue elegido como el nuevo guitarrista de la banda de power metal finlandés Stratovarius después de la salida de la banda del guitarrista Timo Tolkki en 2008. Él comenzó a tocar con la banda a partir del 2009, debutando con el álbum de Polaris. Disco en el que ha compuesto tres canciones.
Además de Stratovarius, Kupiainen participa en el proyecto Fist in Fetus, fundada en 2006 junto al compositor y productor Perttu Vänskä, y se describe principalmente como grindcore, que dio a conocer un auto producido en el Parlamento Europeo de 2007. Él participó en 2007 el álbum Guitar Heroes, en la canción "12 Donkeys", que también fue lanzado como un sencillo, y apareció en el acta de liberación concierto en Tavastia Club. En el 2007 Tuska festival, se presentó como un hombre de banda de la casa el canal de televisión YLE Extra.
Kupiainen también ha desempeñado como músico de sesión, entre otros, en los álbumes de Olavi Uusivirta y Milana Misic, y trabajó como productor, ingeniero de grabación, y un mezclador, también. Ha estudiado en la Academia Sibelius en Helsinki y el Conservatorio de Jazz y Pop en Oulunkylä. Utiliza una PRS Artist Series I y tiene su propio modelo a medida hecho por el lutier también finlandés Juha Ruokangas a partir del modelo Hellcat y que posteriormente fue utilizado en la grabación de Elysium. En cuanto a amplificación y efectos, utiliza principalmente ENGL, Hughes y Kettner, Mesa / Boogie y TC Electronic. Kupiainen también ha desempeñado como músico de sesión, entre otros, en los álbumes de Olavi Uusivirta y Milana Misic, y trabajó como productor, ingeniero de grabación, y un mezclador, también.

### Discografía
- 2006, Guitar Heroes, solista.
- 2007, Fist in Fetus.

### Stratovarius
- Polaris (2009)
- Polaris Live (2010) CD live
- Elysium (2011)
- Under Flaming Winter Skies - Live in Tampere (2012) CD live
- Under Flaming Winter Skies (Live In Tampere - The Jörg Michael Farewell Tour) (2012) DVD
- Nemesis (2013)
- Nemesis Days (2014) CD & DVD
- Eternal (2015) CD & DVD
- Best Of (2016) Compilado y CD live
- Enigma: Intermission 2 (2018)
- Survive (2022) CD & CD live